# Régime DASH
Pour les articles homonymes, voir Dash.

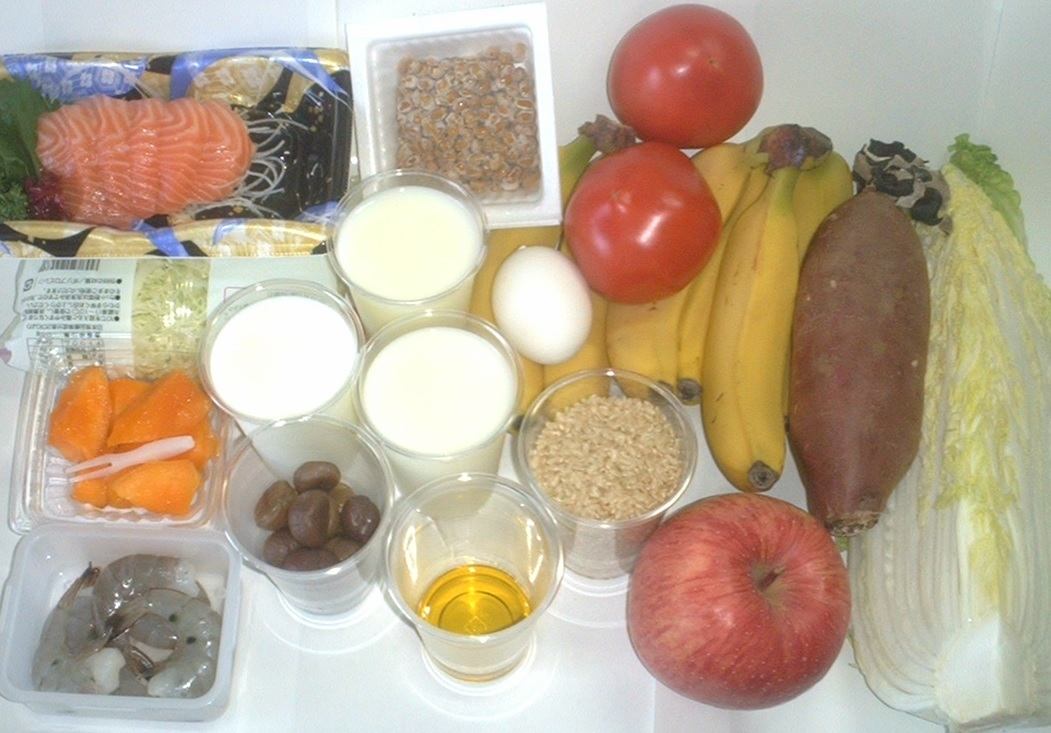
Exemple d'aliments s'intégrant au régime DASH

Le régime DASH (de l'anglais : dietary approaches to stop hypertension, en français « approche nutritionnelle pour réduire l'hypertension ») est un régime alimentaire pour neutraliser et réduire l'hypertension artérielle. Il a été mis au point et promu par le NIH, une agence dépendante du ministère américain de la Santé, au milieu des années 1990. Un tiers des adultes aux États-Unis et un milliard de personnes dans le monde sont atteints d'hypertension.
Le régime DASH s'appuie sur le lien fort entre la sur-consommation de chlorure de sodium  NaCl (sel) et l'hypertension et contient des recettes qui permettent de limiter la consommation quotidienne à moins de 2 300 milligrammes de sodium par jour. Le régime s'appuie sur la consommation importante de fruits et légumes, de noix, de haricots, de poisson et viande blanche ainsi que de produits laitiers. Les produits contenant du sel ajouté — légumes en saumure, plats cuisinés, etc. —, du sucre ajouté — boissons sucrées, etc. — et la viande rouge sont déconseillés. Il a été régulièrement retenu comme le meilleur régime par le US News and World Report.
Le régime DASH est proche du régime méditerranéen, ces deux régimes se basant sur la consommation importante de légumes et fruits frais, ainsi qu'un faible taux de gras saturés. Le régime DASH est plus permissif quant à la consommation de viande blanche, de poissons et des produits laitiers que ce dernier, mais est plus strict quant à la consommation quotidienne de sodium.